# Eumorpha labruscae
Eumorpha labruscae är en fjärilsart som beskrevs av Carl von Linné 1758. Eumorpha labruscae ingår i släktet Eumorpha och familjen svärmare. Inga underarter finns listade i Catalogue of Life.

## Bildgalleri

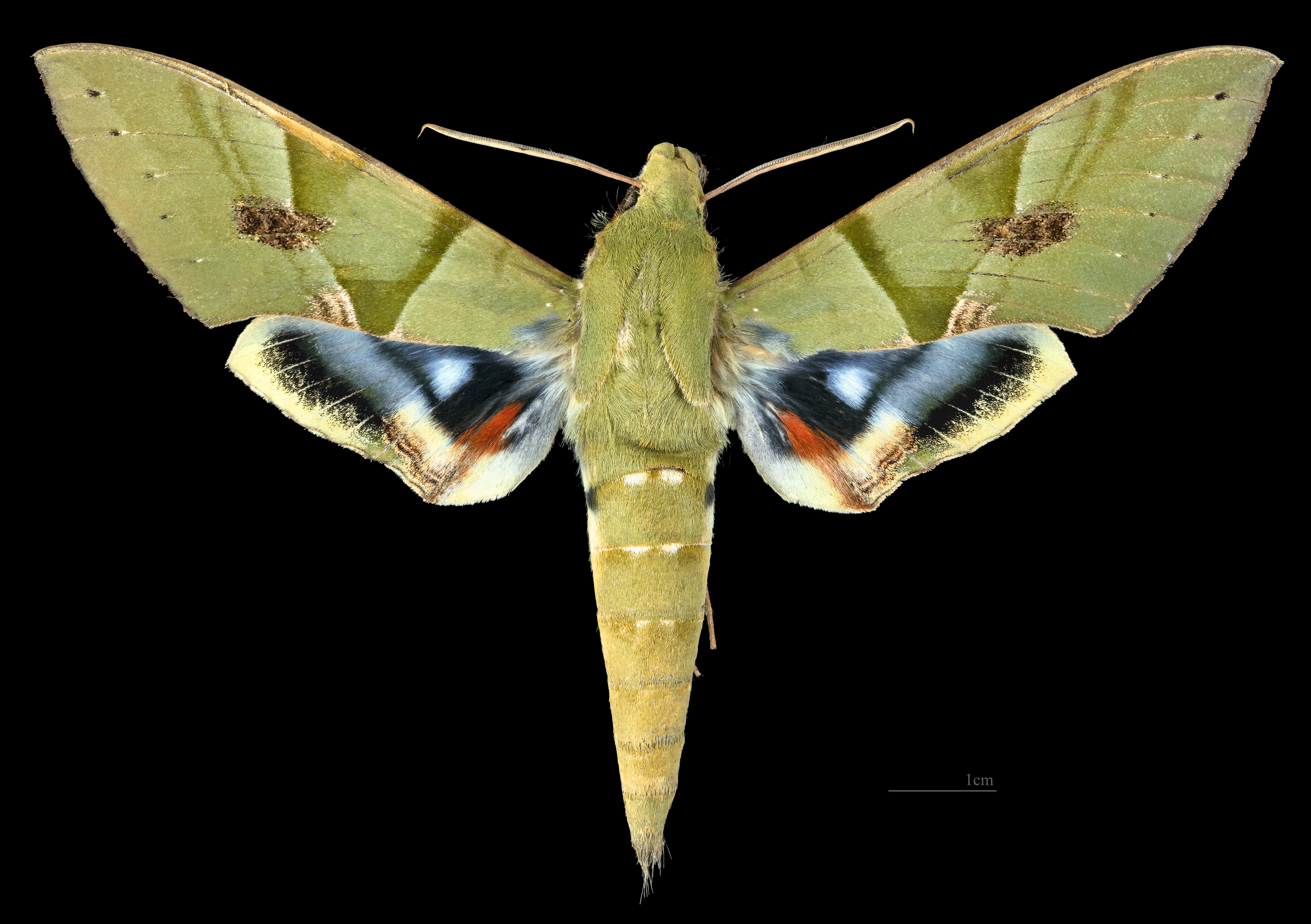
Eumorpha labruscae ♂
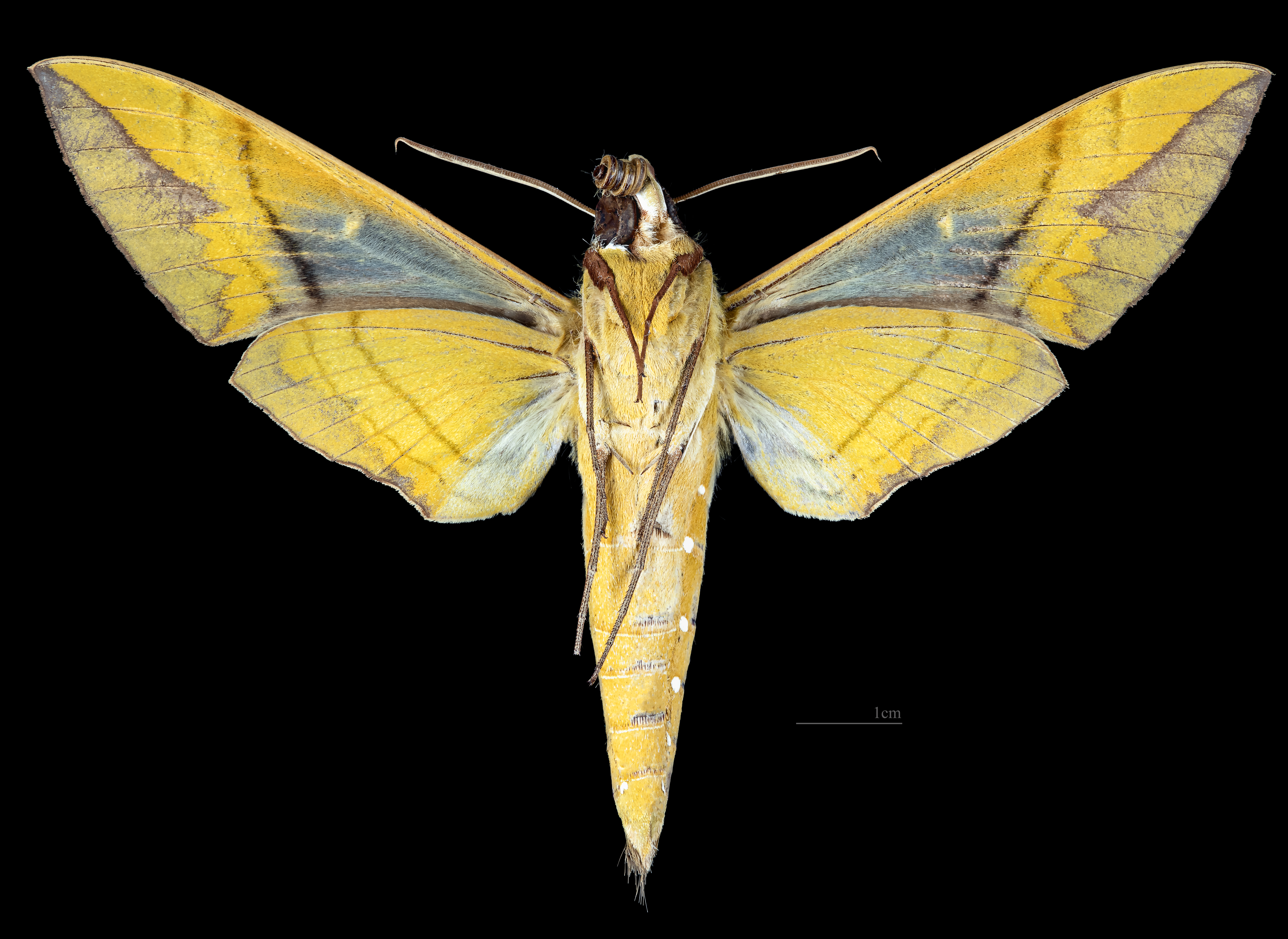
Eumorpha labruscae ♂ △
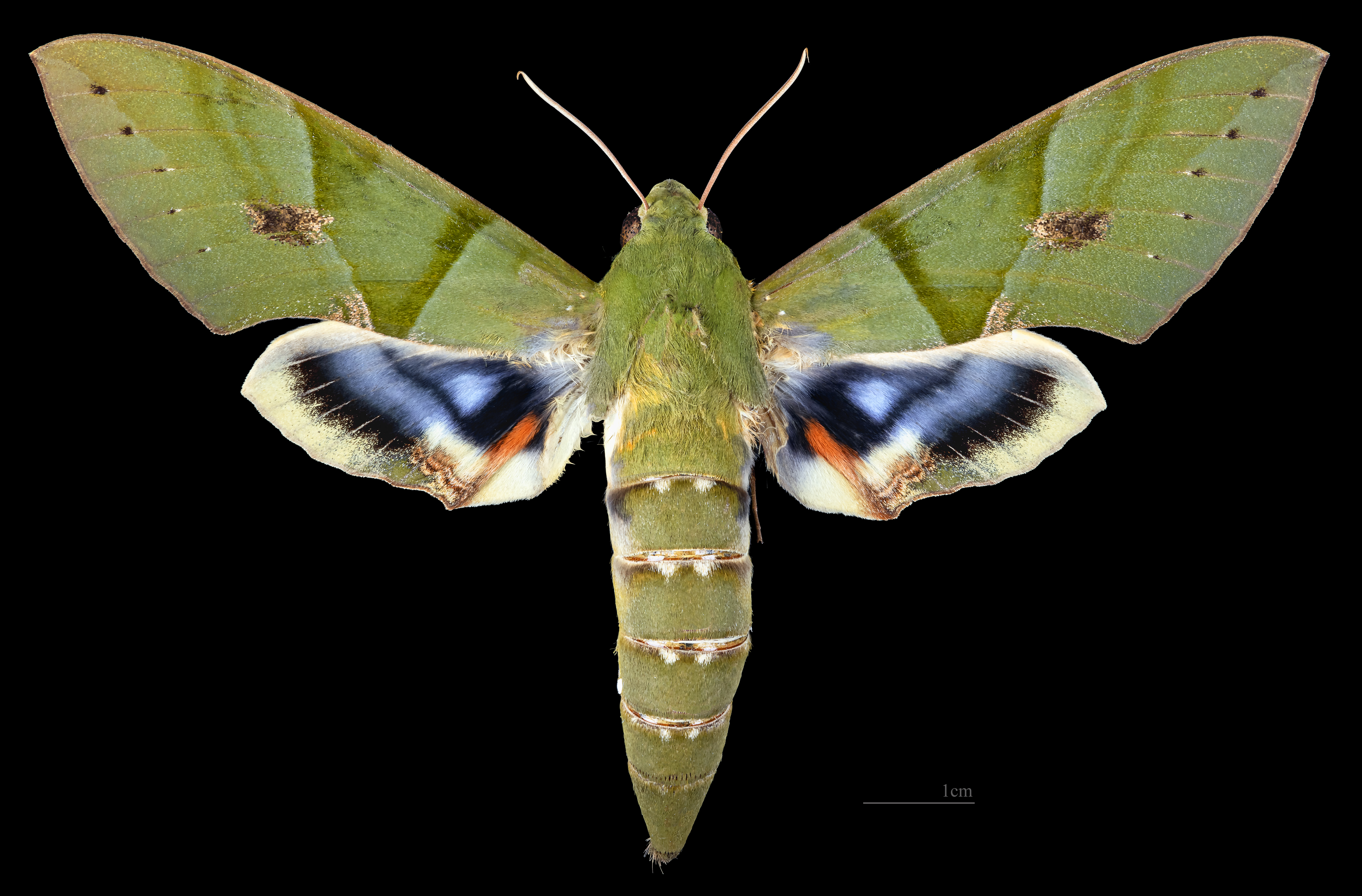
Eumorpha labruscae♀
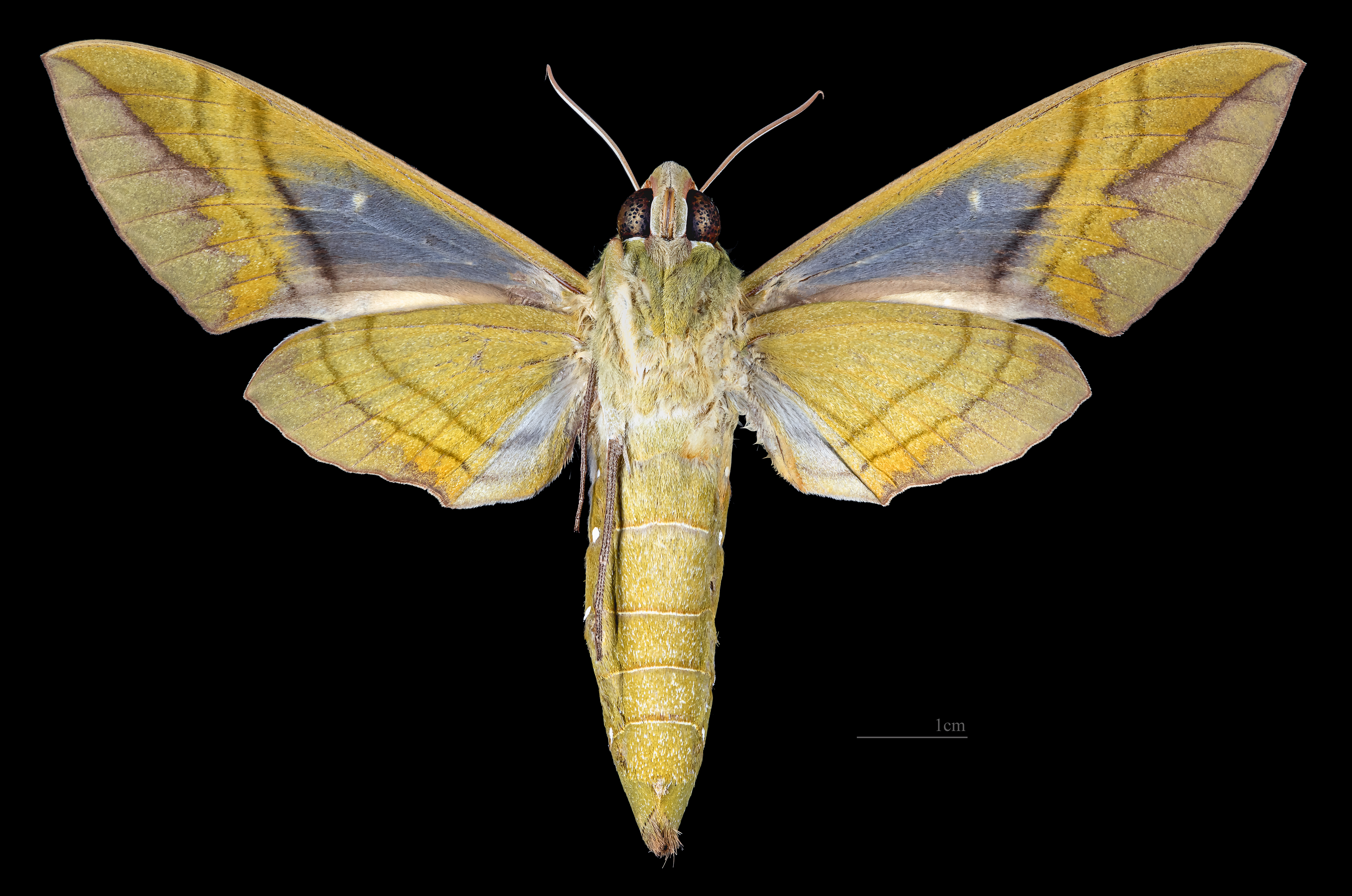
Eumorpha labruscae  ♀ △